# Corbița
Corbița ist eine Gemeinde im Kreis Vrancea in der historischen Region Moldau in Rumänien. Gemeindesitz ist Șerbănești.

## Geographische Lage
Im Norden des Kreises (Județ) Vrancea, liegt die Gemeinde Corbița auf einer Fläche (nach unterschiedlichen Angaben) von 3521 oder 5795 Hektar. Am Fluss Berheci – ein rechter Nebenfluss des Bârlad – und etwa ein Kilometer westlich von der Kreisstraße (drum județean) DJ 241A entfernt, befindet sich der Ort ca. 20 Kilometer nordöstlich von der Kleinstadt Adjud; die Kreishauptstadt Focșani liegt etwa 75 Kilometer südlich von Corbița entfernt.

## Geschichte
Die Geschichte der Besiedlung der Region reicht bis ins Frühmittelalter zurück. Auf dem Gebiet der Gemeinde wurden im Jahr 1939 nach Angaben von M. Petrescu-Dâmbovița Funde gemacht, welche auf Behausungen des Frühmittelalters deuten. Das eingemeindete Dorf Lărgășeni wurde 1546 als erster Ort der Gemeinde Corbița urkundlich erwähnt.

## Bevölkerung
Bei der Aufnahme von 2002 lebten auf dem Gebiet der Gemeinde 2.100 Menschen. 2.098 waren Rumänen und zwei bezeichneten sich als Magyaren. 2011 wurden bei einer Volkszählung in der Gemeinde Corbița in 936 Haushalten, 1.793 Menschen registriert.

## Sehenswürdigkeiten
- Die Holzkirche Adormirea Maicii Domnului, 1760 im eingemeindeten Dorf Lărgășeni errichtet, stehen unter Denkmalschutz.[7]